# Ан-Наджм
Ан-Наджм (араб. النجم — Звезда) — пятьдесят третья сура Корана. Сура мекканская.  Состоит из 62 аятов.

## Содержание
В суре речь идет о неверующих, поклоняющихся созданным их же руками идолам, которым они же сами дали имена. Так, они утверждают, что ангелы якобы — женского пола, считая, что у Аллаха — дочери, а у них — сыновья. Далее в суре рекомендуется посланнику отвернуться от неверных, предоставив их Аллаху.
Затем сура порицает тех, которые отрицали, что каждому человеку воздастся согласно его деяниям. Этого придерживались и прежние религии, об этом возвещается в свитках Мусы и Ибрахима, а аяты подтвердили все эти мысли.

 Клянусь звездой, когда она падает (или частями Корана, когда они нисходят)! ۝ Не заблудился ваш товарищ и не сошёл с пути. ۝ Он не говорит по прихоти. ۝ Это - всего лишь внушаемое ему откровение. ۝ Научил его обладающий могучей силой ۝ и прекрасным сложением (или благоразумием). Он вознёсся (или выпрямился) ۝ на наивысшем горизонте. ۝ Потом он приблизился и спустился. ۝ Он находился от него (Джибрил от Мухаммада или Мухаммад от Аллаха) на расстоянии двух луков или даже ближе. ۝ Он внушил Его рабу откровение,  ۝ и сердце не солгало о том, что он увидел. ۝ Неужели вы будете спорить с ним о том, что он увидел? ۝ Он уже видел его другое нисхождение ۝ у Лотоса крайнего предела, ۝ возле которого находится Сад пристанища. ۝ Тогда Лотос покрыло то, что покрыло (золотая саранча, или группы ангелов, или повеление Аллаха). ۝ Его же взор не уклонился в сторону и не излишествовал, ۝ и он увидел величайшие из знамений своего Господа. 
—  53:1—18 (Кулиев)